# Abdul Halim Khan
Abdul Halim Khan é um político, clérigo muçulmano e ex-membro da Assembleia Nacional do Paquistão de Coistão, Paquistão. Khan pertence ao partido Muttahida Majlis-e-Amal Paquistão e ganhou o assento do distrito eleitoral NA-23 (Coistão) em 2002. Khan defende a opinião de que "as meninas não devem ser educadas, as mulheres não devem trabalhar a menos que sejam acompanhadas de mahrams e o assassinato de 'honra' é uma prática religiosamente sancionada", e ameaçou que as mulheres que trabalhem para ONG que entram em Coistão serão forçadas a casar.